# Голландский аукцион

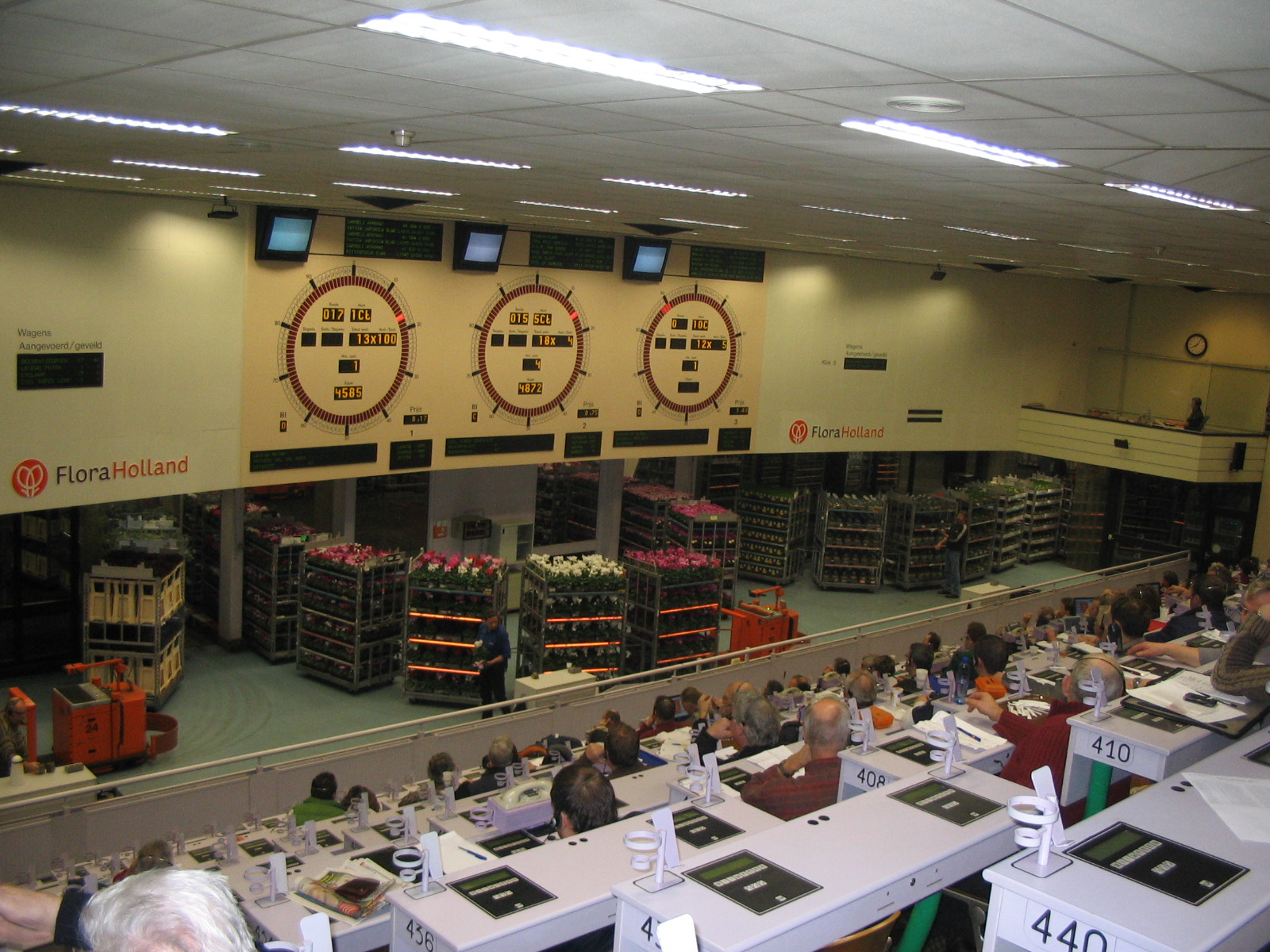
Голландский аукцион цветов [http://www.floraholland.com FloraHolland

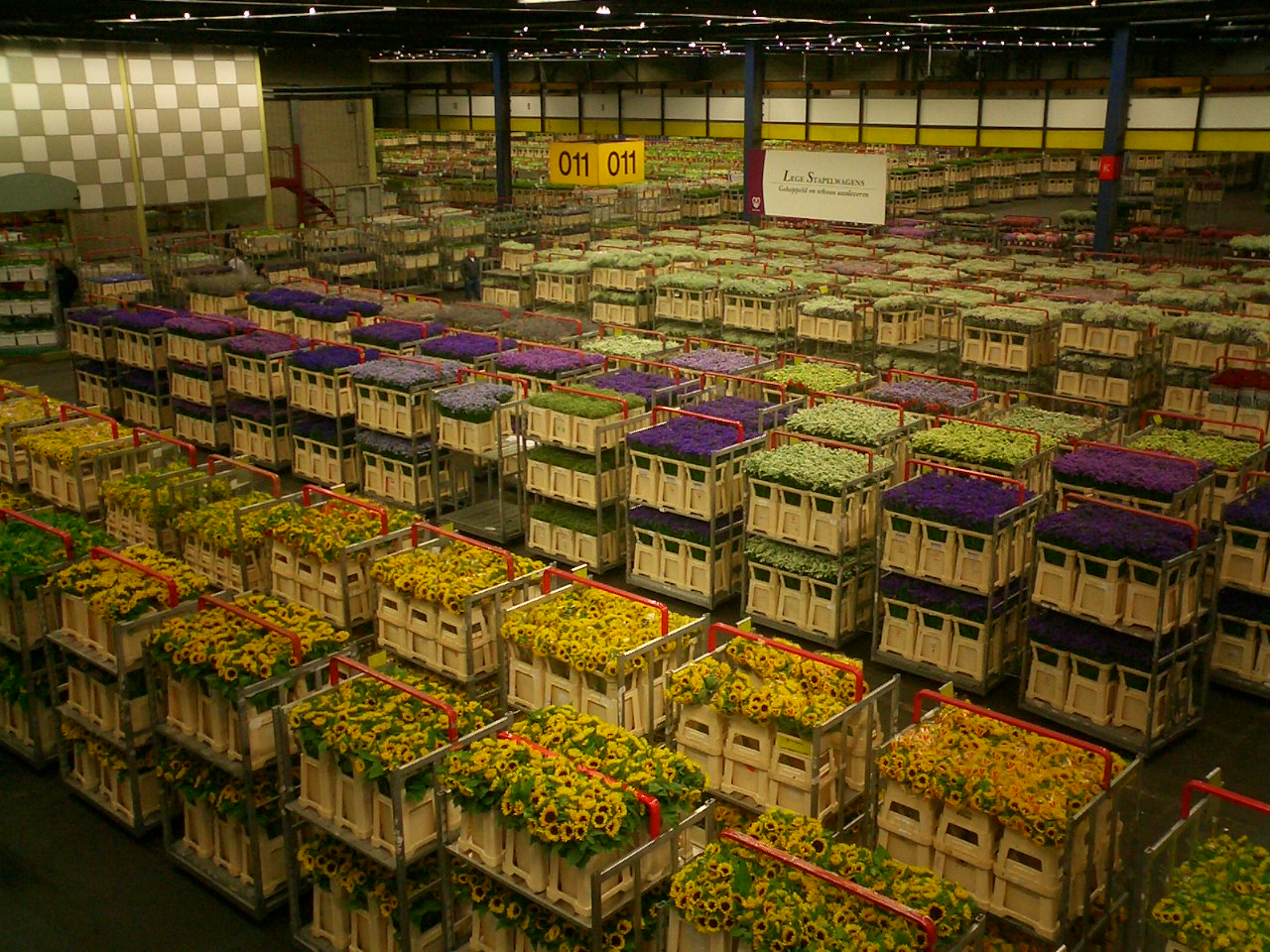
Склад аукциона по продаже цветов в Аалсмере, Нидерланды

Голландский аукцион (англ. Dutch auction) — аукцион, в ходе которого вначале объявляется самая высокая цена на продаваемый товар, а затем ставки снижаются до той, на которую согласится первый покупатель, которому и продается товар. Получил своё название в силу широкого распространения в этой стране. Характерная особенность в том, что это оптовый аукцион, на котором продавец может выставлять много единиц товара одновременно.

## Суть аукциона
Суть голландского аукциона состоит в том, что вначале аукционист назначает максимальную цену, которая загорается на табло, установленном в аукционном помещении. Если никто из покупателей не выражает желания приобрести лот по этой цене, то аукционист начинает снижать цену. Покупателем товара становится тот, кто первым нажмет находящуюся перед ним кнопку, которая останавливает изменение цены на табло. После этого загорается номер, под которым данный покупатель зарегистрирован у организаторов аукциона. Он и считается покупателем данного лота. Такой способ проведения аукциона значительно ускоряет темп аукционного торга и дает возможность продавать до 600 лотов в час.

## Аукцион цветов
Пример такого аукциона — аукцион по продаже цветов в Алсмерe (Нидерланды). С понедельника по пятницу сюда к 9 ч утра поступают крупные партии цветов, продажа которых ведется сразу в пяти больших залах. Цветы движутся по конвейеру через зал. Оптовые покупатели сидят за расположенными амфитеатром специально оборудованными столами. Перед каждым имеется кнопка, связанная с большим висящим на противоположной стене циферблатом, на котором стрелка движется от максимальной до минимальной цены. По мере движения транспорта, на котором установлены тележки с продаваемыми лотами цветов, движется и стрелка. Для принятия решения даются считаные секунды. Кто первым нажмет кнопку, тот и приобретет право на цветы. Покупка фиксируется и оформляется компьютером за 10-15 мин — от нажатия кнопки до выдачи счета. По этому же конвейеру цветы попадают в соседний зал, где их быстро упаковывают и немедленно доставляют в холодильниках по месту назначения — в аэропорт или магазин. Непроданные цветы идут в компост. Ежедневно в Алсмере за четыре часа работы продается 12 млн срезанных и миллион горшочных цветов. Ежегодно здесь реализуется до 900 млн роз, 250 млн тюльпанов и 220 млн цветов в горшках и т. д., всего более 3 млрд штук. А в целом в Нидерландах на 12 специализированных аукционах — более 6 млрд цветов. Приблизительно 80 % из них идет на экспорт даже в такие страны, как Австралия, Япония, Сингапур. В целом доля Нидерландов в международной торговле цветами составляет более 60 %, и они прочно занимают в этом отношении первое место.